# Tipsport Superliga 2016/17
Die Tipsport Superliga 2016/17 ist die 23. Austragung der tschechischen Unihockeymeisterschaft der Herren.

## Meisterschaft

### Hauptrunde

#### Teilnehmer
| Mannschaft                    | Stadt      | Trainer         |
| ----------------------------- | ---------- | --------------- |
| Technology Florbal MB         | Kosmonosy  | Jan Pazderea    |
| TJ JM FAT PIPE Chodov         | Prag       | David Podhráský |
| Tatran Střešovice             | Prag       | Luděk Beneš     |
| 1. SC TEMPISH Vítkovice       | Ostrava    | Jan Vavrečka    |
| itelligence Bulldogs Brno     | Brno       | Jan Kadlec      |
| FBC ČPP Bystroň Group Ostrava | Ostrava    | Martin Smeták   |
| Hu-Fa Panthers Otrokovice     | Otrokovice | Karel Ševčík    |
| FbŠ Bohemians                 | Prag       | Michal Jedlička |
| ACEMA Sparta Praha            | Prag       | Berka           |
| FBC Liberec                   | Liberec    |                 |
| Sokol Pardubice               | Pardubice  | Milan Koubek    |
| Kanonýři Kladno               | Kladno     | Jan Zahalka     |

#### Tabelle
Die Hauptrunde wird in 22 Partien ausgetragen. Dabei spielt jede Mannschaft je ein Mal zu Hause und ein Mal auswärts gegen jede Mannschaft. Sieger der regulären Saison ist somit Technology Florbal MB aus Kosmonosy. Die Mannschaft hat über die ganze Saison lediglich ein Spiel verloren.
|     | MannschaftSp                  | S  | SnV | NnV | V | N  | T   | T   | TD  | P  |
| 1.  | Technology Florbal MB         | 22 | 20  | 1   | 1 | 0  | 169 | 71  | 98  | 63 |
| 2.  | FAT PIPE FLORBAL CHODOV       | 22 | 16  | 1   | 2 | 3  | 174 | 121 | 53  | 52 |
| 3.  | Tatran Střešovice             | 22 | 13  | 0   | 1 | 8  | 144 | 126 | 18  | 40 |
| 4.  | 1. SC TEMPISH Vítkovice       | 22 | 12  | 1   | 1 | 8  | 146 | 129 | 17  | 39 |
| 5.  | itelligence Bulldogs Brno     | 22 | 10  | 3   | 0 | 9  | 126 | 116 | 10  | 36 |
| 6.  | FBC ČPP Bystroň Group Ostrava | 22 | 9   | 1   | 1 | 11 | 119 | 144 | −25 | 30 |
| 7.  | Hu-Fa Panthers Otrokovice     | 22 | 8   | 2   | 0 | 12 | 102 | 105 | −3  | 28 |
| 8.  | FbŠ Bohemians                 | 22 | 6   | 1   | 6 | 9  | 138 | 154 | −16 | 26 |
| 9.  | ACEMA Sparta Praha            | 22 | 7   | 1   | 1 | 13 | 121 | 127 | −6  | 24 |
| 10. | FBC Liberec                   | 22 | 5   | 3   | 2 | 12 | 113 | 156 | −43 | 23 |
| 11. | Sokol Pardubice               | 22 | 5   | 2   | 3 | 12 | 102 | 140 | −38 | 22 |
| 12. | Kanonýři Kladno               | 22 | 3   | 2   | 0 | 17 | 111 | 176 | −65 | 13 |

### Playoffs
Das Playoff-Viertel- sowie Halbfinal werden im Modus Best-of-Seven ausgetragen. Der Playofffinal wird als Superfinal in der O₂ Arena in Prag ausgetragen.

#### Viertelfinal
|                         |   |                               | Serie | 1         | 2         | 3   | 4         | 5   | 6   | 7 |
| ----------------------- | - | ----------------------------- | ----- | --------- | --------- | --- | --------- | --- | --- | - |
| Technology Florbal MB   | – | FBC ČPP Bystroň Group Ostrava | 4:0   | 7:3       | 14:3      | 5:4 | 14:2      | –   | –   | – |
| FAT PIPE FLORBAL CHODOV | – | Hu-Fa Panthers Otrokovice     | 4:1   | 13:2      | 6:2       | 2:5 | 4:1       | 4:2 | –   | – |
| Tatran Střešovice       | – | FbŠ Bohemians                 | 4:2   | 8:6       | 6:5 n. P. | 9:4 | 7:9       | 3:7 | 8:5 | – |
| 1. SC TEMPISH Vítkovice | – | itelligence Bulldogs Brno     | 4:0   | 8:7 n. P. | 7:6       | 5:3 | 7:6 n. P. | –   | –   | – |

#### Halbfinal
Im Halbfinal stehen somit auch die ersten vier der regulären Saison.
|                         |   |                         | Serie | 1   | 2    | 3   | 4    | 5   | 6   | 7 |
| ----------------------- | - | ----------------------- | ----- | --- | ---- | --- | ---- | --- | --- | - |
| Technology Florbal MB   | – | Tatran Střešovice       | 4:2   | 6:4 | 6:4  | 0:5 | 4:9  | 7:1 | 4:3 | – |
| FAT PIPE FLORBAL CHODOV | – | 1. SC TEMPISH Vítkovice | 4:2   | 7:6 | 15:9 | 3:5 | 11:4 | 2:4 | 5:3 | – |

#### Superfinal
Chodov gewinnt den Superfinal und somit die tschechische Unihockeymeisterschaft der Saison 2016/17.
| 17. April 2017 16:15 Uhr | Montag | Technology Florbal MB 7. J. Curney (J. Natov) 1:0 | 1:3 (1:1, 0:0, 0:2) Spielbericht | FAT PIPE FLORBAL CHODOV 9. M. Pražan (P. Dóža) 1:1 54. T. Sýkora (M. Pražan) 1:2 60. P. Dóža 1:3 | O₂ Arena, Prag Zuschauer: 11237 |

### Playouts

#### Erste Runde
In den Playouts treten die vier letzten der regulären Saison an.
|                    |   |                 | Serie | 1   | 2   | 3    | 4         | 5   | 6   | 7   |
| ------------------ | - | --------------- | ----- | --- | --- | ---- | --------- | --- | --- | --- |
| ACEMA Sparta Praha | – | Kanonýři Kladno | 4:1   | 4:7 | 6:4 | 10:2 | 8:7       | 7:3 | –   | –   |
| FBC Liberec        | – | Sokol Pardubice | 3:4   | 8:7 | 3:4 | 4:6  | 5:4 n. P. | 5:4 | 2:4 | 5:7 |

#### Barrage
In der Barrage treten die Verlierer der ersten Runde auf die dritt- und viertplatzierten der zweithöchsten Liga. Somit steigt Kanonýři Kladno in die zweithöchste tschechische Liga ab und FBC PULLO TRADE Česká Lípa in die Superliga auf.
|                 |   |                            | Serie | 1   | 2         | 3   | 4    | 5 |
| --------------- | - | -------------------------- | ----- | --- | --------- | --- | ---- | - |
| FBC Liberec     | – | FBŠ Hummel Hattrick Brno   | 3:0   | 9:3 | 4:3       | 7:6 | –    | – |
| Kanonýři Kladno | – | FBC PULLO TRADE Česká Lípa | 1:3   | 4:5 | 4:3 n. P. | 5:9 | 4:10 | – |